# Francesco Castán Meseguer
Francesco Castán Meseguer C.M.F., in spagnolo Francisco Castán Meseguer (Fonz, 1º febbraio 1911 – Barbastro, 15 agosto 1936), è stato un religioso spagnolo, martirizzato a Barbastro durante la Guerra civile spagnola e venerato come beato dalla Chiesa cattolica.

## Biografia
Francesco vide la luce a Fonz, in provincia di Huesca, in una famiglia dove si viveva una fede semplice e profonda. Ebbe quattro fratelli dei quali uno, Fernando, divenne Clarettiano e morì martire nella medesima persecuzione, mentre una sorella scelse la regola delle Carmelitane scalze. I genitori si trasferirono a Peralta de la Sal, dove Francesco frequentò gli scolopi per molto tempo, ma senza spiegazione decise di entrare nel seminario Clarettiano all'età di 17 anni. Per l'epoca era troppo tardi per intraprendere la carriera ecclesiastica e dovette optare per quella di fratello missionario.
Dopo una breve permanenza in un'altra casa claretiana, scriveva così al padre superiore
Vestì l'abito religioso e, al termine del noviziato, fu ammesso alla professione dei voti.

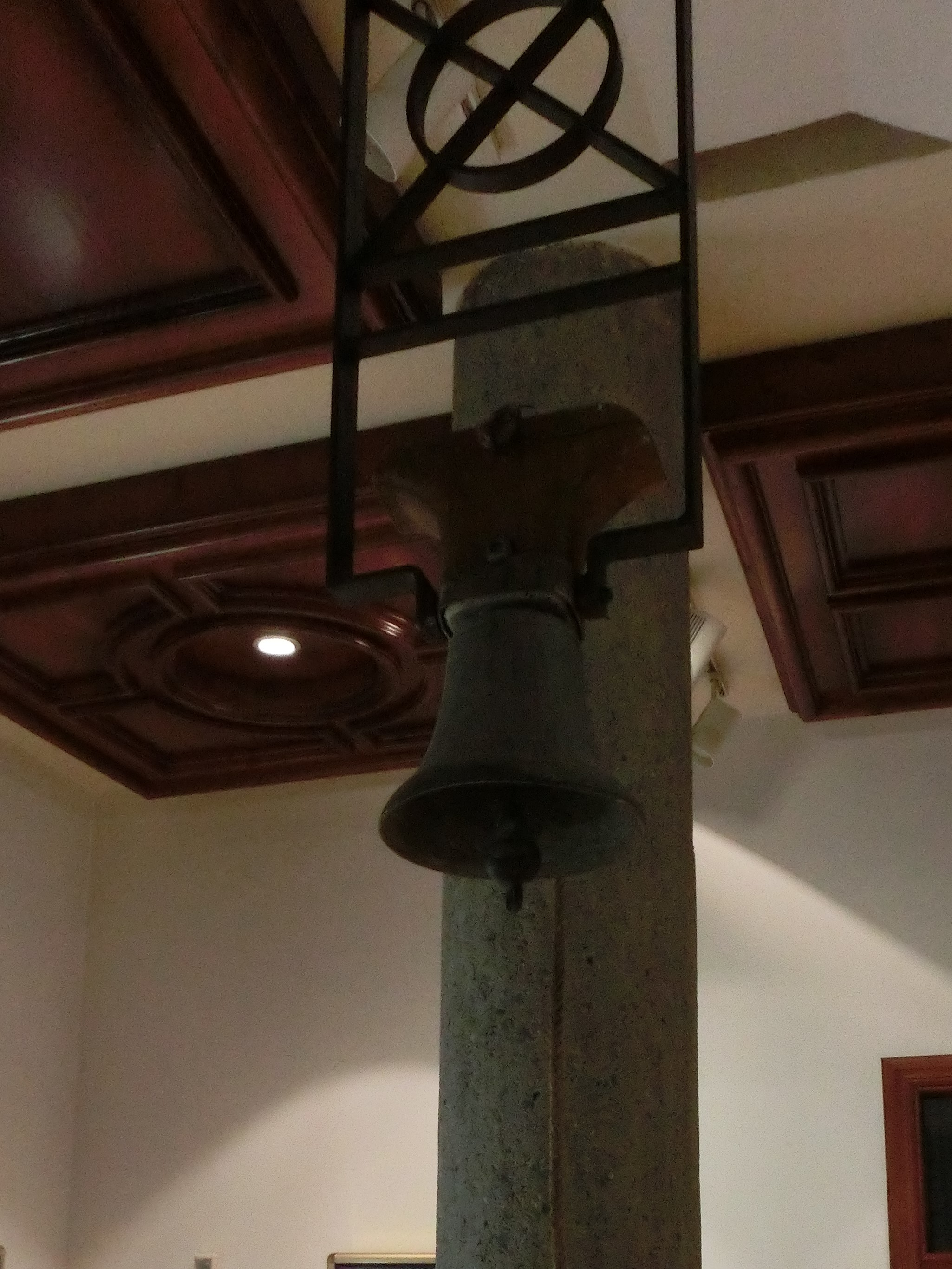
La campana dell'obbedienza. Originale conservato nel Museo dei Martiri Clarettiani a Barbastro. Veniva usata per convocare i confratelli agli atti comuni, alle solenni liturgie, ma anche agli umanissimi momenti di ricreazione comunitaria.

Da subito si occupò della cucina, fu irreprensibile nella condotta e si distingueva per la schiettezza e la semplicità. A Barbastro espletò anche l'ufficio di portinaio. Fu lui che il pomeriggio del 20 luglio 1936 aprì la porta della chiesa ai miliziani che effettuavano la perquisizione. Su richiesta del superiore suonò la campana per convocare tutti i confratelli prima dell'arresto e della reclusione.
Venne arrestato dalle milizie anarchiche che operavano sotto il comando del governo repubblicano e che presero il potere in città subito dopo il golpe militare; venne recluso nel salone della scuola dei padri Scolopi. Il 12 agosto 1936 firmò la lettera di offerta alla Congregazione con queste parole:
(Francisco Castán Meseguer, Firma sulla lettera di offerta alla Congregazione)
Insieme a 19 suoi confratelli venne fucilato la mattina del 15 agosto sul ciglio di una strada fuori città, fece parte del quarto gruppo di claretiani di Barbastro che subirono il martirio. I loro corpi sono stati gettati in una fossa comune.

## Culto

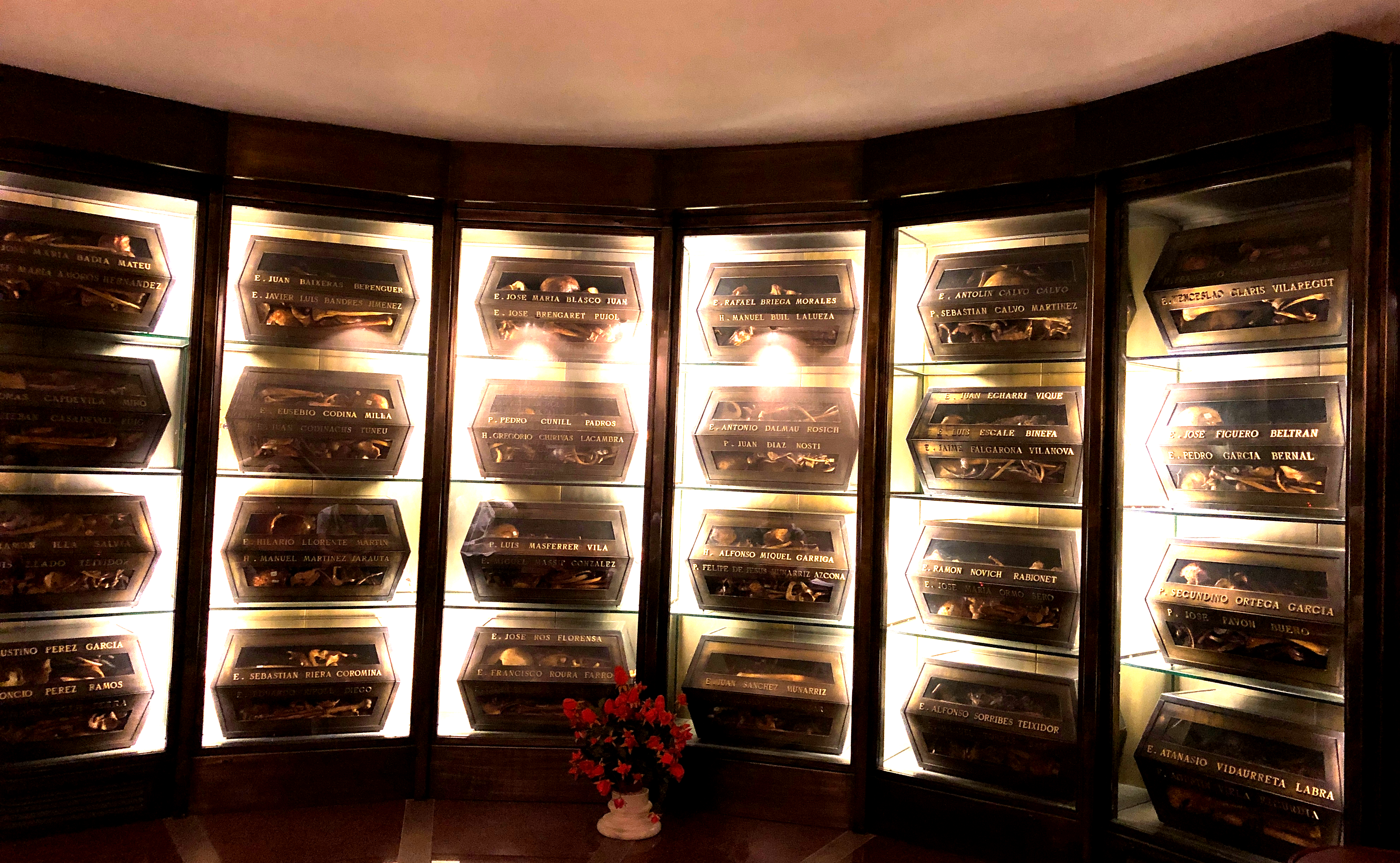
Cripta ubicata sotto all'altare della chiesa annessa al museo dei martiri Claretiani di Barbastro

Dopo la guerra i resti dei martiri furono riesumati dalle fosse comune e, grazie a delle medagliette metalliche cucite sulle loro tonache, è stato possibile risalire ai nomi delle singole persone. I resti sono composti in teche e si possono oggi venerare nella cripta della chiesa annessa al museo.
Il 20 maggio 1947 nella diocesi di Barbastro si aprì il processo informativo circa il martirio che si chiuse il 23 settembre 1949. L’8 febbraio 1961, invece, fu promulgato il Decreto sugli scritti. La dichiarazione di validità del processo, con Decreto del 9 febbraio 1990, portò alla trasmissione della “Positio super martyrio” alla Congregazione delle Cause dei Santi nello stesso anno.
A seguito della riunione della commissione teologica che si tenne il 4 febbraio 1992 e di quella dei cardinali e vescovi della Congregazione si arrivò, il 7 marzo 1992, alla promulgazione del Decreto sul martirio. La beatificazione avvenne a Roma, ad opera di Giovanni Paolo II, il 25 ottobre 1992. 
La Chiesa cattolica lo ricorda il 15 agosto.
Nel 2013 è uscito un film sulla vicenda intitolato Un Dio vietato per la regia di Pablo Moreno.